# 郝家遗址
郝家遗址，位于山东省滨州市惠民县城关镇郝家村，是中华人民共和国山东省文物保护单位之一。
1992年6月12日，授予山东省文物保护单位，是一座古遗址。